# Ilovljai járás

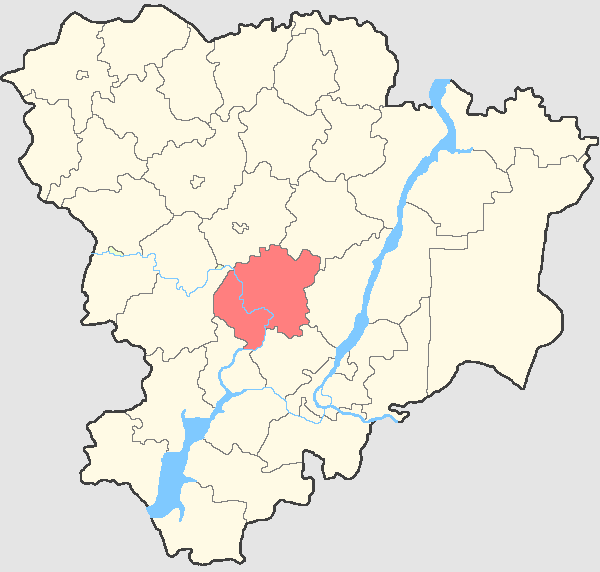
Az Ilovljai járás a Volgográdi területen

Az Ilovljai járás (oroszul Иловлинский муниципальный район) Oroszország egyik járása a Volgográdi területen. Székhelye Ilovlja.

## Népesség
- 1989-ben 31 678 lakosa volt.
- 2002-ben 34 358 lakosa volt.
- 2010-ben 33 168 lakosa volt, melyből 28 764 orosz, 465 török, 415 ukrán, 336 örmény, 335 cigány, 234 csuvas, 230 kazah, 227 csecsen, 203 tatár, 168 dargin, 160 mari, 130 német, 92 fehérorosz, 91 üzbég, 80 kurd, 79 udmurt, 66 tadzsik, 65 azeri, 45 koreai, 41 lezg, 38 grúz, 36 avar, 33 moldáv, 30 mordvin, 25 nogaj, 19 karakalpak, 14 baskír, 13 lengyel, 12 ingus, 12 türkmén stb.